# Bryum erythroloma
Bryum erythroloma är en bladmossart som beskrevs av Syed 1973. Bryum erythroloma ingår i släktet bryummossor, och familjen Bryaceae. Inga underarter finns listade i Catalogue of Life.